# حادثه (فیلم ۱۹۲۸)
حادثه (آلمانی: Polizeibericht Überfall) یک فیلم کوتاه آلمانی در سبک درام است که در سال ۱۹۲۸ منتشر شد.